# Hyalinobatrachium ruedai
Hyalinobatrachium ruedai är en groddjursart som beskrevs av Pedro M. Ruiz-Carranza och Lynch 1998. Hyalinobatrachium ruedai ingår i släktet Hyalinobatrachium och familjen glasgrodor. IUCN kategoriserar arten globalt som livskraftig. Inga underarter finns listade i Catalogue of Life.